# Arbaistão
Arbaistão (em grego clássico: Ἀραβίαν; romaniz.: Arabían; em parta: [ʾrb]ystn; em siríaco: Arbāyistān; em árabe: عربايستان; romaniz.: Bēṯ ʿArbāyē) ou Arvastão (em persa médio: Arwāstān; em armênio/arménio: Արվաստան; romaniz.: Arvastan) era a província do Império Sassânida na Arábia Deserta. É conhecida da inscrição Feitos do Divino Sapor do xá Sapor I (r. 240–270), no Vendidade e como empréstimo do armênio. Também há um termo árabe, sinônimo de Bete Arbaia, e o nome siríaco Arbaistão também designa um área mais estreita no nordeste da Mesopotâmia em torno de Tela.

## Geografia

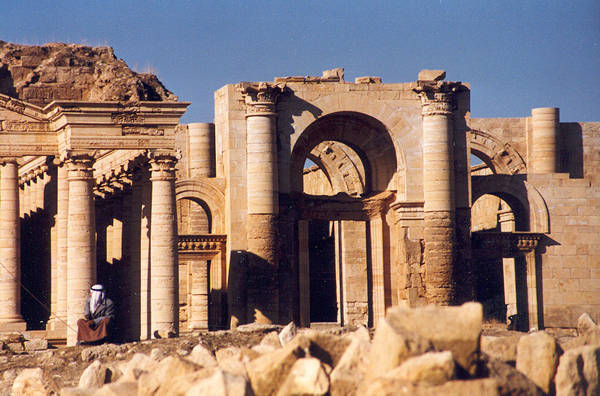
Ruínas de Hatra em 1986

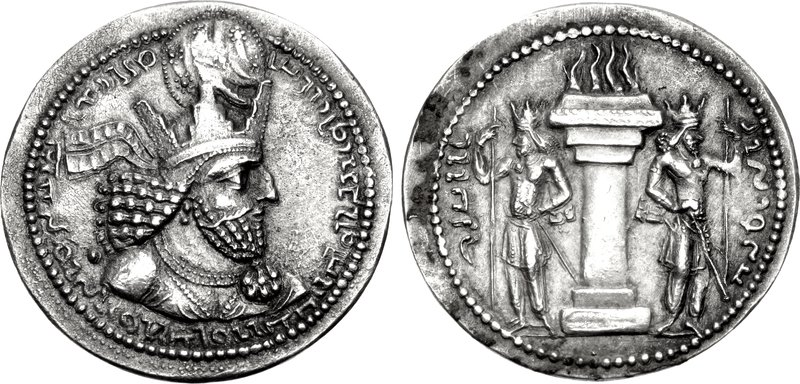
Dracma de cunhado ca. 240-244

O Arbaistão foi amplamente idêntico à Mesopotâmia Superior, excluindo Osroena. A província fazia fronteira ao sul com o Assuristão aproximadamente junto a linha de Anata para Tacrite. No oeste, a fronteira geralmente correu junto a linha de Amida (Diarbaquir) para leste de Singara para sudoeste ao rio Cabur e para Dura Europo. A importante cidade de Nísibis foi cedida ao Império Sassânida no Tratado de 363. No leste, defrontou Adiabena (Nōd-šīrakān) e no norte a Armênia. As pequenas Sofena, Arzanena e Gordiena parecem ter sido incluído nessa província.
O sistema de estradas era bem desenvolvido e a principal delas corria de Zeugma no Eufrates para Edessa, bifurcando em Batnas, com uma conexão setentrional para Nísibis e uma conexão meridional para Singara e Moçul. Essas duas estradas leste-oeste foram cruzadas por vários estradas menores de direção norte-sul, uma delas vindo de Amida. O Arbaistão tinha várias cidades importantes, dentre as quais Amida, Nísibis e Singara. Muito contestada por sua situação e fortificações fortes, Nísibis por longos períodos esteve em controle do Império Romano. Hatra, outra fortaleza foi muito importante ao sul de Singara, foi conquistada por Sapor I (r. 240–270) em 240-41 enquanto ainda um príncipe-coroado.
O Arbaistão fazia parte do sistema defensivo contra os romanos, porém as fortalezas mais fortes estavam em controle latino. Junto ao Eufrates, os persas tinham uma série de cidades bem fortificadas como proteção contra invasão e seu sistema de estradas tornou a província facilmente acessível aos romanos, bizantino e sassânidas e foi campo de batalha clássico em suas guerras; as operações concentravam-se em cercos e ataques contra cidades. Durante a expansão árabe muçulmana, o Arbaistão foi facilmente conquistado e os árabes usaram-a como base de operações contra a Armênia.

## População
A população era composta de árabes, arameus, judeus, armênios e persas. Os primeiros, que emprestaram seu nome à região, não foram apenas nômades, mas também ocupavam Hatra, que perde sua relevância após sua conquista. A maioria da população era aramaica, falando e escrevendo a língua literária de Edessa, a língua da Igreja Siríaca, que foi religiosamente dominante no Arbaistão. Os cristãos armênios viviam ao norte. A presença judaica é difícil de calcular, mas certamente havia muitos deles. Os iranianos eram menos numerosos no Arbaistão do que no Assuristão, com tribos curdas assentadas nos distritos setentrionais. As receitas de Arbaistão vinham, em grande parte, do tráfico comercial, e embora fosse uma rica província, não produzia uma receita semelhante ao do Assuristão. A rota da seda que atravessava Zeugma forneceu ao governo grandes receitas a partir das estações alfandegárias. O tráfico fluvial também foi grande fonte de recursos.